# NGC 7151
NGC 7151 је спирална галаксија у сазвежђу Индијанац која се налази на NGC листи објеката дубоког неба.
Деклинација објекта је - 50° 39' 29" а ректасцензија 21h 55m 4,0s. Привидна величина (магнитуда) објекта NGC 7151 износи 12,8 а фотографска магнитуда 13,5. Налази се на удаљености од 25,440 милиона парсека од Сунца. NGC 7151 је још познат и под ознакама ESO 237-15, PGC 67634.